# ICETEX

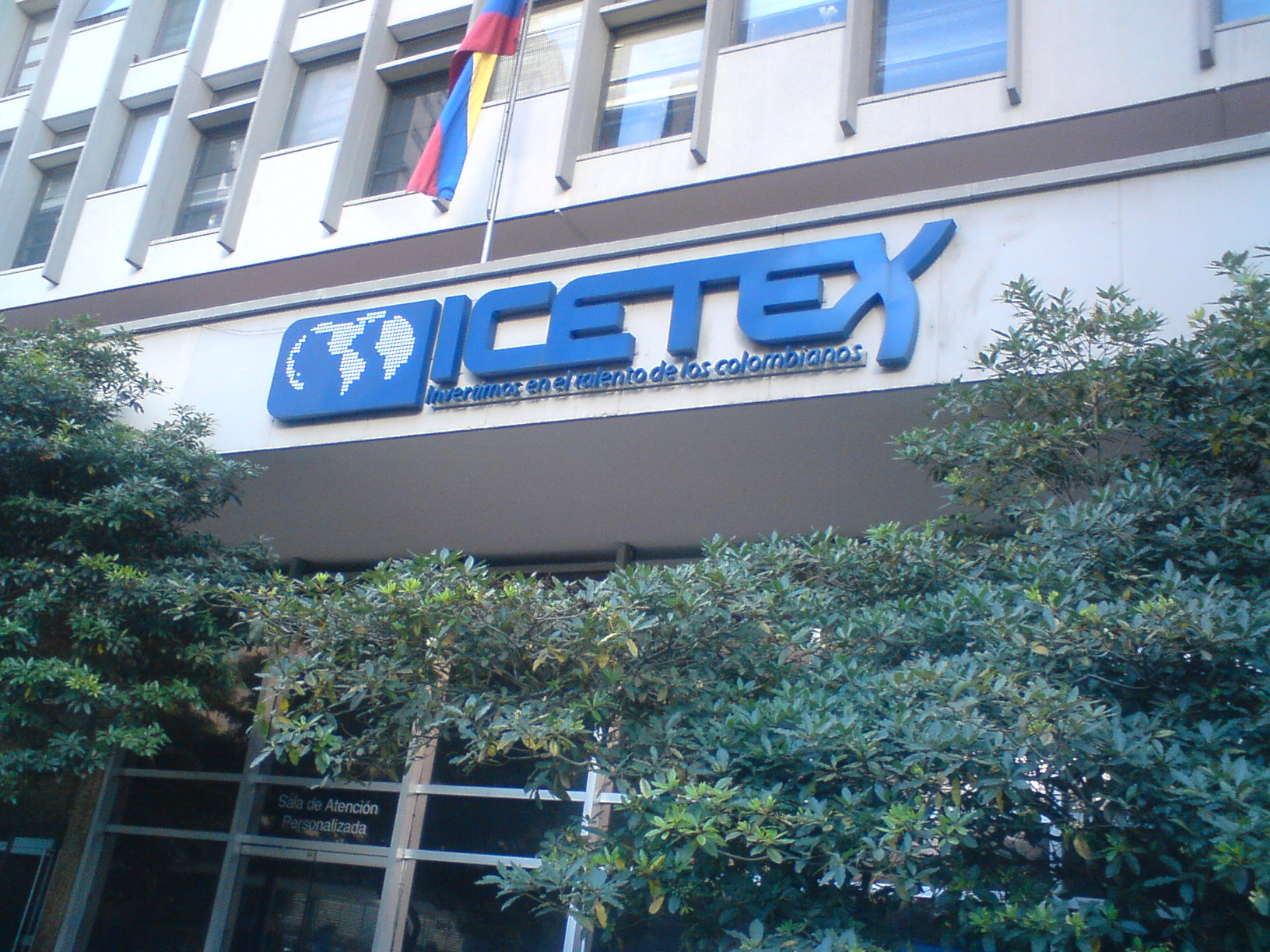

 (juillet 2025).
Si vous disposez d'ouvrages ou d'articles de référence ou si vous connaissez des sites web de qualité traitant du thème abordé ici, merci de compléter l'article en donnant les références utiles à sa vérifiabilité et en les liant à la section « Notes et références ».
L'ICETEX, institut colombien de crédit éducatif et d'études techniques à l'étranger (esp. El Instituto Colombiano de Crédito Educativo y Estudios Técnicos en el Exterior) est un institut colombien destiné à promouvoir l'éducation supérieure en Colombie à travers l'octroi de moyens financiers aux étudiants.

## Liens
- (es) Site officiel de l'ICETEX